# 埃斯特尔拜
埃斯特尔拜（法語：Estrebay）是法国香槟-阿登大区阿登省的一个市镇，属于沙勒维尔-梅济耶尔区吕米尼县。该市镇2009年时的人口为74人。

## 人口
埃斯特尔拜人口变化图示
| 数据来源：INSEE |